# Stylocoeniella nikei
Stylocoeniella nikei is een rifkoralensoort uit de familie van de Astrocoeniidae. De wetenschappelijke naam van de soort is voor het eerst geldig gepubliceerd in 2004 door Benzoni & Pichon.